# Steak and kidney pie

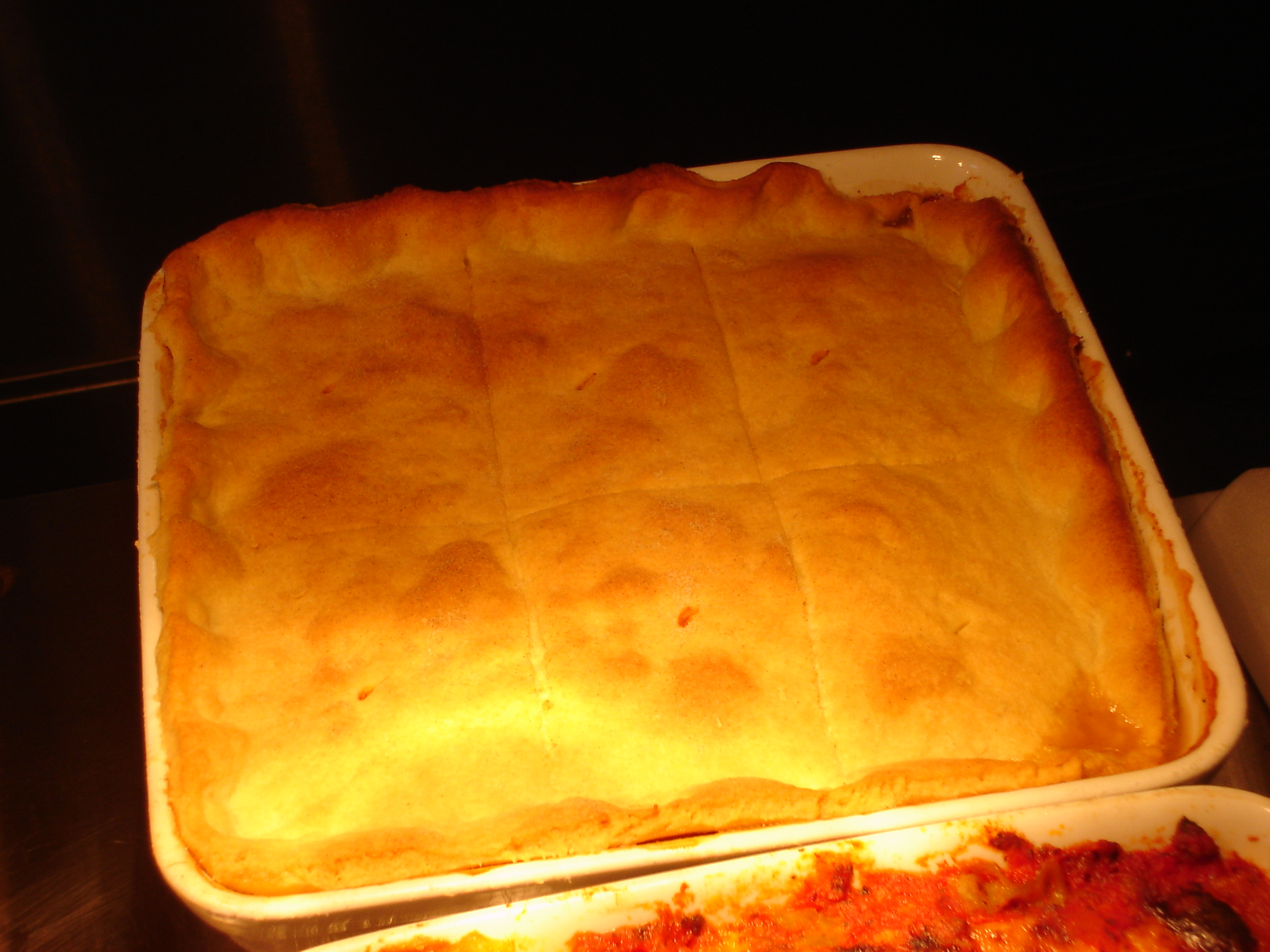
Steak and kidney pie

Steak and kidney pie – danie kuchni angielskiej w postaci kawałków wołowiny i nerek (np. jagnięcych) zapiekanych pod warstwą ciasta. Potrawa uznawana jest za jedną z najbardziej typowych dla Wielkiej Brytanii i jest często serwowana w pubach.
Przygotowanie potrawy rozpoczyna się od podsmażenia a następnie duszenia mięsa na patelni z dodatkiem cebuli, wywaru wołowego i sosu Worcestershire. Całość jest następnie zapiekana pod warstwą ciasta (kruchego lub francuskiego). Czas przyrządzania potrawy wynosi w sumie około dwóch godzin. Danie można podawać np. z porcją tłuczonych ziemniaków i gotowanych na parze warzyw.
W latach 70. XX wieku dużą popularnością cieszyły się sprzedawane w puszkach steak and kidney pies marki Fray Bentos, które przed spożyciem należało jedynie upiec.
Potrawą podobną do steak and kidney pie jest steak and kidney pudding, który zamiast pieczenia gotowany jest na parze, a ciasto do niego przyrządza się z dodatkiem łoju.